# Didier Boubé
Didier Boubé   (Vichèi, 13 de febrer de 1957) és un pentatleta francès, ja retirat, guanyador d'una medalla olímpica.
El 1984 va prendre part en els Jocs Olímpics d'Estiu de Los Angeles, on va disputar dues proves del programa de pentatló modern. Junt a Paul Four i Joël Bouzou guanyà la medalla de bronze en la competició per equips, mentre en la competició individual fou desè.